# 長島乙吉
長島 乙吉（ながしま おときち、1890年（明治23年）9月2日 - 1969年（昭和44年）12月4日）は、日本のアマチュア鉱物研究者。専門的な教育は受けなかったが、神保小虎、和田維四郎、巨智部忠承ら先覚者の愛顧を受け、また、全国各地を踏査して鉱物を採集して知識を身に付けた。採集した鉱物を研究者に提供したり、産出地に案内することにより、学界に貢献した。アマチュア鉱物研究家の草分けで「鉱物趣味の父」「アマチュア鉱物学の父」と称されている。

## 経歴と業績
岐阜県苗木町津戸（現・中津川市苗木）に生まれる。幼い時から鉱物に興味を持ち、1899年（明治32年）小学校を卒業するとすぐ上京し、同郷の高木勘兵衛が経営する神田小川町の金石舎（鉱物・宝石商）に住み込みの店員として雇われ、鉱物標本製作に従事した。のち、独立して鉱物標本店を開いた。一時は中国に標本を輸出していた。1919年（大正8年）秩父鉄道から依頼を受けて秩父鉱物陳列所（現・埼玉県立自然の博物館の前身）を創設し、展示のために800点あまりの埼玉県秩父地方の鉱物を採集した。1930年鉱物同好会を創設し、同人誌『趣味の礦物』を発刊した。

### 理研の嘱託としての業績
秩父の鉱物採集の縁で東京帝国大学理学部化学教室の木村健二郎の知遇を受けるようになった。1929年（昭和4年）頃木村の紹介で理化学研究所の飯盛里安と知り合った。1936年、希元素鉱物の知識を見込まれて理化学研究所飯盛研究室に嘱託として迎えられた。この時のいきさつについて長島は自著の中で次のように述べている。
それ以後終戦まで長島は飯盛の良きアシスタントとして本領を発揮した。その年の11月、飯盛研究室員たちは長島の協力を得て福島県伊達郡川俣町飯坂水晶山で希元素鉱物のやや大きい鉱床を発見した。この鉱床からわが国では新産となるイットリア石、トロゴム石、テンゲル石、リン銅ウラン鉱を発見した。さらに、後に阿武隈石と命名された新鉱物も発見した。この鉱床の特徴は、直径20メートルくらいの大きな石英の団塊があって、周囲の地層との接触部に長石に密着した大きな黒雲母が発達していることである。当時、石英は業者が採掘していたが、不要な黒雲母は廃棄されていた。前述の諸鉱物はこの黒雲母の堆積の中から見出された。この鉱床ではフェルグソン石、イットリア石、トロゴム石の量が多かった。その後、福島県石川町周辺の露頭で、地元の人たちの協力を得て大規模な開掘を行なってコルンブ石、緑柱石、サマルスキー石、モナズ石、ゼノタイムなどを採集した。地元の人たちとの交渉、契約、苦情の対応など、めんどうなことはすべて長島が1人でこなした。
飯盛と研究室員は1922年（大正11年）から日本全国のみならず、日本統治下の朝鮮にも度々足を運び希元素鉱物の探索と採集をしていた。当初の目的は学問的興味だったが、1937年日中戦争の勃発とともに軍需物資
としての希元素鉱物の必要性が高まってきたため目的は資源調達に変わってきた。日本国内には資源がほとんど無いことが分かっていたので、主として朝鮮で調査を行った。
1937年秋、飯盛研究室員の谷川浩、同研究室員で飯盛里安の長男・飯盛武夫とともに朝鮮の咸鏡南道永興郡仁興面を訪れ、砂金残砂から黒モナズ石を採取した。黒色のモナズ石はそれまで知られていなかった。1938年5月、飯盛武夫とともに朝鮮の忠清北道丹陽郡丹陽面九尾理および全羅北道茂朱郡赤裳面斜山里を訪れ、それぞれの場所からコルンブ石を採取した。同年秋、再び飯盛武夫とともに忠清南道洪城郡を訪れ、砂金殘砂から3種のニオブタンタル鉱物を採取した。分析の結果、それらはタンタルユークセン石、イットロタンタル石、フェルグソン石であることが判った。前2者は日本で初産であった。
1942年、長島は景山義夫とともに飯盛研究室から朝鮮に派遣され、東南海岸線で鉄道の無い襄陽邑から浦項邑に至る約280キロメートルの砂床（現韓国・江原道襄陽郡襄陽邑から慶尚北道浦項市）を徒歩で調査した。このときは何も成果は得られなかった。1943年には洛東江上流の砂床（現韓国・慶尚北道醴泉郡醴泉邑ほか）を調査して有望な地帯を見つけたので、慶北の栄州に近い豊基に選鉱場を設け、そこからモナズ石を供給するようにした。1944年には技術院総裁で科学動員協会会長の多田礼吉中将が希元素鉱物調査を目的として組織した満蒙調査団に一員として加わり、海城県三台溝地帯（旧満州国奉天省海城県第十区白石寨村三台溝）でフェルグソン石、ユークセン石などの新産を発見した。同年、軍の後援のもと海月菊根鉱山（黄海道延白郡海月金山里、現北朝鮮・黄海南道延安郡）の調査開発を行った（原子爆弾の原料のウランを得る目的で）。この時は陸軍航空本部総務部長の川島虎之輔少将、陸軍整備局 原富夫少佐、航本 矢作十郎少佐、朝鮮軍参謀部付 安部明少尉が同行した。この調査で思わしい結果は得られなかった。

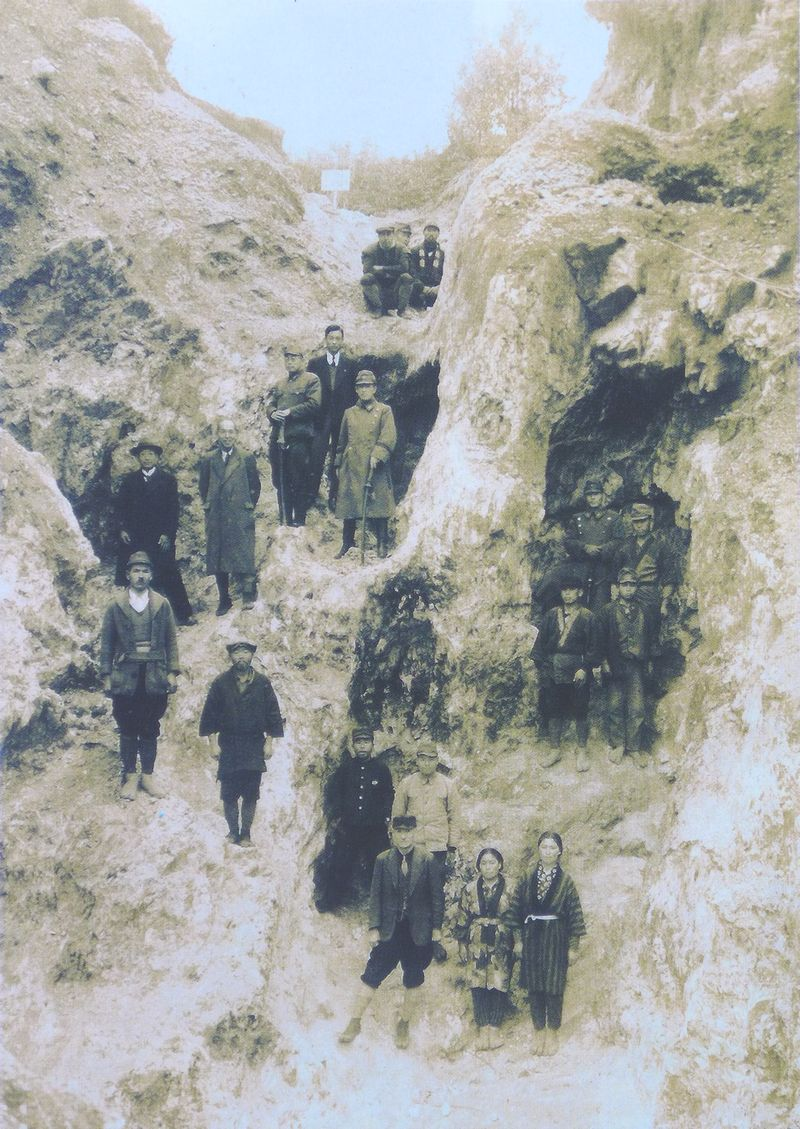
1944年11月 石川町塩ノ平採掘場における第8陸軍技術研究所による希元素鉱床の調査。中段左端が飯盛里安その右が長島乙吉 福島県石川町立歴史民俗資料館提供

1944年（昭和19年）9月、同11月、1945年（昭和20年）5月の3回に渡って第8陸軍技術研究所によって福島県石川町周辺の希元素鉱床の調査が行われた。この調査に飯盛と共に長島も参加した。これら一連の調査の目的は、主として原子爆弾の原料のウラン資源の確保であった。たくさん残されている公文書には、一刻も早く原子爆弾を完成させなければならないという軍部のあせりが表れている。
1945年春、飯盛が会長を務めていた理研希元素工業の都内の3工場すべてが空襲で被災し操業できなくなった。これらの工場では軍需用の希元素製品の製造と原爆の材料のウランの抽出・精製を行っていた。生産を継続するため軍需省の指示で、福島県石川町に工場を移転した。これに伴い飯盛は石川町に移住した。長島も家族を置いて単身で石川町に移った。しかし、この工場はほとんど稼働しないうちに終戦になった。長島は終戦時の玉音放送を飯盛と一緒に聞いて「平和の鐘が鳴りましたよ」と呟いたという。

### 戦後
1953年（昭和28年）日本学術振興会の希元素調査委員に選ばれ、資源探査に従事した。1955年（昭和30年）飯盛の親友・河合良成が社長をしていた小松製作所の嘱託となった。飯盛も嘱託になり、ここでも希元素関係の仕事を一緒にすることになった。1958年（昭和33年）長年希元素鉱物の探究に携わった功績により紫綬褒章を授与された。1960年（昭和35年）子息・長島弘三（地球化学者）と共に著わした『日本希元素鉱物』は名著として高く評価されている。晩年はキリスト教信仰の道に入り、日本基督教団世田谷中原教会に子息・長島弘三とともに礼拝に出席していた。恩師の木村健二郎も同教会に通っていた。
長島の業績について飯盛は自著の中で次のように述べている。

#### 小松製作所の嘱託になったいきさつ
終戦後間もなく小松製作所の社長になった河合良成は、これからの日本には原子力が必要になると確信し、大胆にも自分で原子力事業を起業しようと考えた。そこで、親友でありウランの専門家である飯盛に協力を要請した。河合の性格を熟知していた飯盛はこの途方もない話に驚かなかった。飯盛は終戦時にGHQにより放射化学の研究を禁じられたので、放射化学を放棄するつもりになっていたが、河合の熱意に押され再びウラン鉱石を探すことになった。そのため再び長島の助けが必要になった。飯盛はすでに理研を定年退職していたので、二人とも小松製作所の嘱託になって仕事をすることになった（1955年）。今度は、戦前未調査だった地域の河川の砂を調べた。その結果、新潟県の三面川、長野県の高瀬川の河床砂に微量の放射性鉱物が含まれていることがわかったが、原料とするほどの価値はまったく無かった。そのうち、原子力事業は国が推進することに決まったので、河合は原子力の事業化をあきらめ、長島と飯盛はウラン鉱探しから手を引くことになった。なお、国で原子力事業の推進を提唱したのは当時の科学技術庁長官の正力松太郎で、正力は奇しくも第四高等学校 (旧制)で河合・飯盛と同期であった。

## 長島石
長島の功績をたたえて長島石と命名された新鉱物がある。

## エピソード
長島が飯盛研究室員とともに北海道に砂金の調査に行った帰途、立ち寄った阿武隈地方で地元の運転手から「秋になるとこのあたりでは砂金を採る」という話を聞き、秋になるのを待ちねて再びその地を訪れ、その運転手に砂金が採れる所に案内を頼むと「砂金が採れる所を知らない」との返事、かみ合わない会話をしているうち運転手は”鮭”のことを地元のなまりで「シヤキ」と言っているのを「砂金」と聞き違えていたことが判り、皆がっかりしたという（長島らが欲しかったのは砂金採取の際、残った重砂の中に夾雑しているサマルスキー石、コルンブ石、モナズ石など）。

## 注
1. ↑  標本店の場所は神田三崎町としている資料[2]と麹町土手三番町としている資料[3]がある
2. ↑  具体的な製品は探照灯（サーチライト）用炭素電極に使用する混合希土類フッ化物、防眩ガラス用シュウ産ジジム（ジジムはプラセオジムとネオジムの混合物）、石炭液化用触媒の酸化トリウム[4]。
3. ↑  当時は株式会社科学研究所に改組されていた。

## 著書
- 長島弘三と共著 『日本希元素鉱物』 長島乙吉先生祝賀記念事業会 1960
- 『薬石の研究』 ミネラル総合研究所 1962
- 『苗木地方の鉱物』 1966

## 論文
- 藤本治義と共著 「臺灣太魯閣峽上流に於ける始新世化石の新産地 (英文)」 『地質学雑誌』 第43巻 No.512, 1936, pp.340 - 342
- 「熱発光の鉱物と肥料的価値」 『肥料研究界』 肥料研究会 第44巻 No.10, 1950 pp.20 - 21
- 木村健二郎らと共著 「ゲルマニウムの地球化學的研究 (第1報)ゲルマニウムの存在に關する二,三の一般的知見について」 『日本化學雜誌』 第73巻 No.8, 1952, pp.589 - 591
- 櫻井欽一と共著 「岩手県附馬牛産ユークセン石」 『鉱物学雑誌』 第2巻 No.2, 1954 - 1956, pp.135 - 136
- 櫻井欽一と共著 「岩手県上乙茂産ウラントール石」　『鉱物学雑誌』 第2巻 No.3, 1954 - 1956, pp.210 - 211
- 櫻井欽一らと共著 「福島県房又、栃本、塩沢産センウラン鉱」 『鉱物学雑誌』 第3巻 No.3, 1956 - 1958, pp.238 - 239
- 加藤昭と共著 「福島県栃本産β-ウラノフェン」 『鉱物学雑誌』 第3巻 No.3, 1956 - 1958, pp.240 - 241
- 櫻井欽一と共著 「秩父産鉱物目録（その2）長瀞附近・秩父盆地・山中地溝帯の鉱物について」 『秩父自然科学博物館研究報告』 (7) 1957, pp.35 - 65
- 「日本のウラン資源」 『化学』 化学同人 第13巻 No.7, 1958
- 「山形県仏坂の濁沸石」 『地学研究』 益富地学会館 第13巻 No.10, 1963